# Spinepeira schlingeri
Spinepeira schlingeri Levi, 1995 è un ragno appartenente alla famiglia Araneidae.
È l'unica specie nota del genere Spinepeira.

## Etimologia
Il nome deriva dal latino spina, che significa spina, aculeo e dal nome dell'ex-genere Epeira, a sua volta proveniente dal greco ἑπί, epì, cioè sopra e εῖρειν, èirein, cioè intrecciare.

## Distribuzione
L'unica specie oggi nota di questo genere è stata rinvenuta in una località peruviana della Regione di Huánuco; è da ritenersi un endemismo.

## Tassonomia
Dal 1995 non sono stati esaminati altri esemplari, né sono state descritte sottospecie al 2013.